# Team Roth/2016
Deze pagina geeft een overzicht van de Team Roth-wielerploeg in 2016. 

## Algemene gegevens
Algemeen manager: Stefan Blaser
Ploegleiders: Uwe Peschel, Jean-Jacques Loup, Dennis Sandig, Alessandro Spezialetti
Fietsmerk: Corratec

## Transfers
| Inkomend            | Team 2015                        | Uitgaand               | Team 2016 |
| ------------------- | -------------------------------- | ---------------------- | --------- |
| Bruno Pires         | Tinkoff-Saxo                     |                        |           |
| Andrea Zordan       | Androni Giocattoli-Sidermec      | Alessio Bottura        | Onbekend  |
| Martin Kohler       | Drapac Professional Cycling      | Yannick Eckmann        | Onbekend  |
| Nicolas Baldo       | Team Vorarlberg                  | Ricardo Tomas Creel    | Onbekend  |
| Matthias Krizek     | Team Felbermayr Simplon Wels     | Temesgen Teklehaymanot | Onbekend  |
| Marco D'Urbano      | GM Cycling Team                  | Michael Bresciani      | Onbekend  |
| Grischa Janorschke  | Team Vorarlberg                  | Silvan Dieterich       | Onbekend  |
| Lucas Gaday         | Unieuro Wilier                   | Gianluca Ocanha        | Onbekend  |
| David Belda         | Burgos BH                        | Miros Borisavljevic    | Onbekend  |
| Rino Zampilli       | Amore & Vita-Selle SMP           |                        |           |
| Nicola Toffali      | G.S. Zalf-Euromobil-Désirée-Fior |                        |           |
| Frank Pasche        | Onbekend                         |                        |           |
| Valentin Baillifard | BMC Development Team             |                        |           |

## Renners
| Naam                | Geboortedatum | Nationaliteit | Ploeg 2015                       |
| ------------------- | ------------- | ------------- | -------------------------------- |
| Valentin Baillifard | 25-12-1993    | Zwitserland   | BMC Development Team             |
| Nicolas Baldo       | 10-06-1984    | Frankrijk     | Team Vorarlberg                  |
| David Belda         | 18-03-1983    | Spanje        | Burgos BH                        |
| Nico Brüngger       | 02-11-1988    | Zwitserland   |                                  |
| Alberto Cecchin     | 08-08-1989    | Italië        |                                  |
| Marco D'Urbano      | 15-08-1991    | Italië        | GM Cycling Team                  |
| Lucas Gaday         | 20-09-1994    | Argentinië    | Unieuro Wilier                   |
| Grischa Janorschke  | 30-05-1987    | Duitsland     | Team Vorarlberg                  |
| Lukas Jaun          | 29-07-1991    | Zwitserland   |                                  |
| Martin Kohler       | 17-07-1985    | Zwitserland   | Drapac Professional Cycling      |
| Matthias Krizek     | 29-09-1988    | Oostenrijk    | Team Felbermayr Simplon Wels     |
| Tristan Marguet     | 22-08-1987    | Zwitserland   |                                  |
| Dylan Page          | 05-11-1993    | Zwitserland   |                                  |
| Frank Pasche        | 19-03-1993    | Zwitserland   | Onbekend                         |
| Andrea Pasqualon    | 02-01-1988    | Italië        |                                  |
| Bruno Pires         | 15-05-1981    | Portugal      | Tinkoff-Saxo                     |
| Colin Stüssi        | 04-06-1993    | Zwitserland   |                                  |
| Roland Thalmann     | 05-08-1993    | Zwitserland   |                                  |
| Nicola Toffali      | 20-10-1992    | Italië        | G.S. Zalf-Euromobil-Désirée-Fior |
| Giacomo Tomio       | 06-07-1995    | Italië        |                                  |
| Andrea Vaccher      | 21-12-1988    | Zwitserland   |                                  |
| Rino Zampilli       | 07-03-1984    | Italië        | Amore & Vita-Selle SMP           |
| Andrea Zordan       | 15-08-1991    | Italië        | Androni Giocattoli-Sidermec      |

## Overwinningen
2014 · 2015 · 2016